# Mare Internum
Mare Internum és un xalet de Tarragona protegit com a Bé Cultural d'Interès Local.

## Descripció
Xalet clàssic, es tracta d'un edifici amb torre que ha esdevingut familiar al paisatge de Tarragona.
Està voltat d'un jardí molt acurat amb fons, planters de flors, capella i fins i tot, platja privada.